# Kremlin Cup 2008 - Doppio femminile
Il doppio femminile  del Kremlin Cup 2008 è stato un torneo di tennis facente parte del WTA Tour 2008.
Cara Black e Liezel Huber erano le detentrici del titolo, ma Nadia Petrova e Katarina Srebotnik le hanno battute in finale 6–4, 6–4.

## Teste di serie
1. Cara Black /  Liezel Huber (finale)
2. Květa Peschke /  Rennae Stubbs (quarti)

1. Al'ona Bondarenko /  Kateryna Bondarenko (primo turno)
2. Nadia Petrova /  Katarina Srebotnik (campionesse)

## Tabellone

### Legenda
| - Q = Qualificato - WC = Wild card - LL = Lucky loser | - ALT = Alternate - SE = Special Exempt - PR = Protected Ranking | - w/o = Walkover - r = Ritirato - d = Squalificato |